# الأطيلس الأعسر البقمي
الأطيلس الأعسر البقمي من قبيلة البقوم الأزدية، من صعاليك ما قبل الإسلام ومن العدائين الذين يسبقون الخيل عدواً، ولا يحتاجون الخيول عندما يغيرون على القبائل.
«أخبرني محمد بن الحسن بن دريد، قال: حدثني العباس بن هشام، عن أبيه، عن عوف بن الحارث الأزدي، أنه قال لابنه حاجز بن عوف: أخبرني يا بني بأشد عدوك. قال: نعم، أفزعتني خثعم فنزوت نزواتٍ، ثم استفزتني الخيل واصطف لي ظبيان، فجعلت أنهتهما بيدي عن الطريق، ومنعاني أن أتجاوزها في العدو لضيق الطريق حتى اتسع واتسعت بنا، فسبقتهما. فقال له: فهل جاراك أحدٌ في العدو؟ قال: ما رأيت أحداً جاراني إلا أطيلس أعسر من البقوم، فإذا عدونا معاً فلم أقدر على سبقه. قال: البقوم بطن من الأزد من ولد باقم، واسمه عامر بن حوالة بن الهنوء بن الأزد».

## التسمية
و أطيلس* تصغير أطلس والأَطْلَسُ من الرجال: الدَّنِسُ الثياب، شبه بالذئب في غُبْرة ثِيابه؛ قال الراعي: 
و أعسر* على ما جرى في كلام العرب، يقال «رجل أعسر» إذا كانت قوته في شماله ويعمل بها ما يعمله غيره بيمينه ويقال: ليس شيء أشد من رمي الأعسر، قال الأزهري:
و قد ذكره حاجز بن عوف الأزدي وأَورده صاحب الأغاني أبو الفرج الأصفهاني في ترجمة حاجز الأزدي، عن ابن دريد بسنده قال:

## وصلات ذات صلة
- عبد الله بن حوالة الأزدي
- البقوم
- الشنفرى الأزدي
- حازم البقمي
- فيصل الرياحي